# Ruth Hellberg
Ruth Hellberg, geborene Gribbohm (* 2. November 1906 in Berlin; † 26. April 2001 in Feldafing), war eine deutsche Schauspielerin und Synchronsprecherin.

## Leben
Ruth Hellberg, uneheliche Tochter des Regisseurs und Theaterintendanten Fritz Holl und der Schauspielerin und Theaterhochschullehrerin Margit Hellberg (bürgerlich: Margarethe Gribbohm), gab 1923 nach dem Besuch der Schauspielschule ihr Debüt am Landestheater Meiningen. Anschließend ging sie als Bühnenschauspielerin zur Theatertruppe Holtorf, wo sie zuerst als Viola in Shakespeares Was ihr wollt auftrat. Noch im selben Jahr wurde sie Mitglied der Genossenschaft Deutscher Bühnenangehöriger (GDBA). Es folgten Theaterengagements unter anderem bei Erich Ziegel an den Hamburger Kammerspielen (wo sie ihren Kollegen Gustaf Gründgens kennenlernte), bei Otto Falckenberg an den Münchener Kammerspielen, in Königsberg, Leipzig, Wien sowie von 1938 bis 1945 unter der Intendanz von Gustaf Gründgens am Berliner Staatstheater. Aus einer Liaison mit dem Schauspieler Oskar Homolka stammte ihre früh verstorbene Tochter Christine, aus der Verbindung mit Fritz Landshoff (der 1936 im Amsterdamer Exil den Roman Mephisto verlegte, in dem Klaus Mann seinen Ex-Schwager Gustaf Gründgens porträtierte) ihr Sohn Andreas (1930–2021). Ruth Hellberg hatte unzählige Liebschaften mit Männern und Frauen.
1933 gab Hellberg ihr Debüt als Filmschauspielerin in der Produktion Was wissen denn Männer. Ihren größten Erfolg hatte sie 1938 unter der Regie ihres Ehemannes Wolfgang Liebeneiner mit Yvette. Sie spielte neben Zarah Leander (Heimat), Heinrich George (Der Postmeister) und Paul Hartmann (Bismarck). Sie stand 1944 in der Gottbegnadeten-Liste des Reichsministeriums für Volksaufklärung und Propaganda.
Nach dem Zweiten Weltkrieg war Ruth Hellberg vorwiegend als Theaterschauspielerin tätig, unter anderem in Stuttgart, Wiesbaden, Berlin, Frankfurt, Hamburg, Bochum und München. Ab den 1970er Jahren wirkte sie nur noch sporadisch in Film- und Fernsehproduktionen. Ihre letzte Filmarbeiten hatte sie im Jahr 1990 in Thomas Balzers Experimentalfilm Wüsten und 1991 neben Karin Baal in Hermine Huntgeburths Debütfilm Im Kreise der Lieben.
Daneben arbeitete sie ab Mitte der 1930er Jahre umfangreich in der Synchronisation und lieh ihre Stimme international bekannten Kolleginnen wie Vivien Leigh (u. a. in Caesar und Cleopatra und Anna Karenina), Myrna Loy (Mitternachtsspitzen), Elisabeth Bergner (u. a. Katharina die Große und Die große Lüge), Helen Hayes (in ihrer Oscar-prämierten Rolle in Airport), Jeanne Moreau (Müssen Frauen so sein?) und Martha Scott in Ben Hur.
Ihre einzige Ehe schloss Ruth Hellberg 1934  mit dem Schauspieler und Regisseur Wolfgang Liebeneiner, der sich 1944 von ihr scheiden ließ, um die Schauspielerin Hilde Krahl zu heiraten. Sie starb am 26. April 2001 im Alter von 94 Jahren in Feldafing. Ihr Grab befindet sich auf dem Friedhof Dahlem in Berlin (Feld 008-144).

## Filmografie (Auswahl)
- 1933: Was wissen denn Männer
- 1933: Herthas Erwachen
- 1934: Erstens kommt es anders
- 1934: Ihr Trick
- 1938: Es leuchten die Sterne
- 1938: Yvette
- 1938: Heimat
- 1938: Schwarzfahrt ins Glück
- 1938: In geheimer Mission
- 1939: Drei Unteroffiziere
- 1940: Zwielicht
- 1940: Fahrt ins Leben
- 1940: Alles Schwindel
- 1940: Bismarck
- 1940: Der Postmeister
- 1941: Heimkehr
- 1941: Tragödie einer Liebe (Vertigine)
- 1946: Broken Love
- 1962: So war Mama (TV)
- 1965: Michael Kramer (TV)
- 1972: Strohfeuer (TV)
- 1982: Villa zu vermieten (TV)
- 1990: Wüsten (TV)
- 1991: Im Kreise der Lieben

## Synchronrollen (Auswahl)
Quelle: Deutsche Synchronkartei
| Schauspielerin    | Film / Serie                  | Rolle           |
| ----------------- | ----------------------------- | --------------- |
| Alida Valli       | Reifende Mädchen              | Anna Campolmi   |
| Edith Evans       | Die Pille war an allem schuld | Lady Roberta    |
| Elisabeth Bergner | Der Kurier des Zaren          | Marfa Strogoff  |
| Helen Cherry      | Die Nacht begann am Morgen    | Helen Armstrong |
| Martha Scott      | Ben Hur                       | Miriam          |

## Hörspiele (Auswahl)
- 1951: Günter Eich: Träume – Regie: Irmfried Wilimzig (Original-Hörspiel – HR)
- 1954: Dylan Thomas: Unter dem Milchwald (Miss Price) – Regie: Fritz Schröder-Jahn (Original-Hörspiel – NWDR Hamburg)
- 1965: Ingmar Bergman: Die Stadt - Regie: Heinz von Cramer (Hörspiel – HR)
- 1966: Nathalie Sarraute: Die Lüge – Regie: Heinz von Cramer (Hörspiel – SDR/BR/RB)
- 1968: Aimé Césaire: Im Kongo (Pauline Lumumba) – Bearbeitung und Regie: Heinz von Cramer, Hermann Naber (Hörspielbearbeitung – SWF/ORF Vorarlberg)
- 1976: Reinhard Federmann: U-45 oder Der Zahn der Zeit (Die alte Frau) – Regie: Ferry Bauer (Hörspiel – ORF Oberösterreich)